# Конзулати са почасним конзуларним службеницима у Београду
Kонзулати са почасним конзуларним службеницима у Београду основани су на захтев 19 земаља широм света.

## Опште информације
Без обзира на назив који носе, међународно право је почасне конзуле и каријерне конзуле по статусу изједначило, док сама пракса, привилегије, имунитети и функције непобитно указују да почасни конзули немају иста права као каријерни. У том смислу у пракси функције које обављају почасни конзули у Србији су мање како по броју тако и по обиму.
Најзначајнија улога почасних конзула у Србији везана је за послове привредне и економске сарадње, а у последње време утицај ове установе веома је јак у области туризма, културе, просвете и спорта. Како почасни конзула у обављању функција не обављају послове јавноправног карактера њихова улога потпуно је искључена из свих функција које захтевају познавање унутрашњег права државе Србије с обзиром да су они за ове послове нестручни, и пре свега бирани из редова слободних професија.

## Списак конзулата са почасним конзуларним службеницима
| Р.б. | Пун назив                          | Застава и држава | Адреса                    |
| ---- | ---------------------------------- | ---------------- | ------------------------- |
| 1.   | Конзулат Републике Белорусије      | Белорусија       | Теразије 28/II            |
| 2.   | Конзулат Републике Габон           | Габон            | Ломина 48                 |
| 3.   | Конзулат Републике Еквадор         | Еквадор          | Граничарска 8/3, 3440-135 |
| 4.   | Конзулат Републике Естоније        | Естонија         | Партизанске авијације 16  |
| 5.   | Конзулат Републике Ирске           | Ирска            | Косанчићев венац 2/4      |
| 6.   | Конзулат Исланда                   | Исланд           | Коларчева 3               |
| 7.   | Конзулат Јамајке                   | Јамајка          | Добрачина 60              |
| 8.   | Конзулат Република Јерменија       | Јерменија        | Хиландарска 16            |
| 9.   | Конзулат Републике Казахстан       | Казахстан        | Теразије 28/II,           |
| 10.  | Конзулат Републике Кеније          | Кенија           | Господар Јованова 35      |
| 11.  | Конзулат Републике Литваније       | Литванија        | Персиде Миленковић 4      |
| 12.  | Конзулат Републике Монголије       | Монголија        | Стојана Новаковића 25     |
| 13.  | Конзулат Републике Намибије        | Намибија         | Коче капетана 1           |
| 14.  | Конзулат Републике Перу            | Перу             | Кнеза Милоша 19.          |
| 15.  | Конзулат Републике Сејшели         | Сејшели          | Београдских батаљона 42   |
| 16.  | Почасни конзулат Краљевине Тајланд | Тајланд          | Гундулићев венац 6/II     |
| 17.  | Конзулат Републике Уганда          | Уганда           | Батајница, Војачка 23     |
| 18.  | Конзулат Републике Филипини        | Филипини         | Зидарска 8 11/22          |
| 19.  | Конзулат Републике Чиле            | Чиле             | Батутова 6 II/40          |